# Joel Sánchez (Peruviaans voetballer)
Joel Melchor Sánchez Alegría (Arequipa, 11 juni 1989) is een Peruviaans voetballer die doorgaans speelt als middenvelder. Hij verruilde Tigres UANL in januari 2019 voor Melgar, dat hem in het voorgaande halfjaar al huurde. Hij debuteerde in 2009 in het Peruviaans voetbalelftal. Sánchez' bijnaam luidt Cuy Magico, Spaans voor "magische cavia".

## Clubcarrière
Sánchez maakte in 2007 zijn debuut in het betaald voetbal in het shirt van Total Clean Fútbol Club, spelend in zijn geboortestad. Daarmee degradeerde hij dat jaar uit de Primera División Peruana, maar keerde daarin een seizoen later terug na het winnen van het kampioenschap in de Segunda División Peruana. Tijdens Sánchez' derde seizoen in Arequipa veranderde zijn club haar naam in Total Chalaco. Hij speelde één seizoen onder die naam en tekende daarop een contract met ingang van 2010 bij Alianza Lima. Een jaar later stapte hij over naar Universidad San Martín de Porres. Bij die club maakte Sánchez zijn competitiedebuut op 16 april 2011 in een met 2–0 verloren uitwedstrijd tegen Sport Huancayo. In 2012 speelde hij mee in 42 competitiewedstrijden, waarin hij tweemaal trefzeker was. Zowel in 2013 als in 2014 speelde Sánchez geen wedstrijd, omdat wereldvoetbalbond FIFA hem in oktober 2012 een schorsing voor twee jaar oplegde na een positieve dopingtest. Zijn laatste wedstrijd voor de schorsing speelde hij op 25 november 2012; op 7 februari 2015 keerde hij terug op het veld in een van Juan Aurich gewonnen bekerwedstrijd. In dit duel werd hij zeven minuten voor tijd met een rode kaart van het veld gestuurd. Dat leverde hem direct weer een schorsing voor één wedstrijd op. Op 3 mei 2015 keerde Sánchez terug in de Primera División in een competitieduel tegen FBC Melgar.

## Interlandcarrière
Sánchez maakte op 9 september 2009 zijn debuut in het Peruviaans voetbalelftal, in een kwalificatiewedstrijd voor het WK 2010 tegen Venezuela (3–1 verlies). Na 69 minuten speeltijd was hij de vervanger van Nolberto Solano. Ruim drie jaar later speelde hij zijn tweede interland; vervolgens moest Sánchez weer tweeënhalf jaar wachten voor een derde oproep van de bondscoach. Op 3 juni 2015 speelde hij tegen Mexico zijn derde interland (1–1). Bondscoach Ricardo Gareca nam Sánchez in mei 2015 op in de selectie voor de Copa América 2015 in Chili, zijn eerste interlandtoernooi.